# Siemens Healthineers

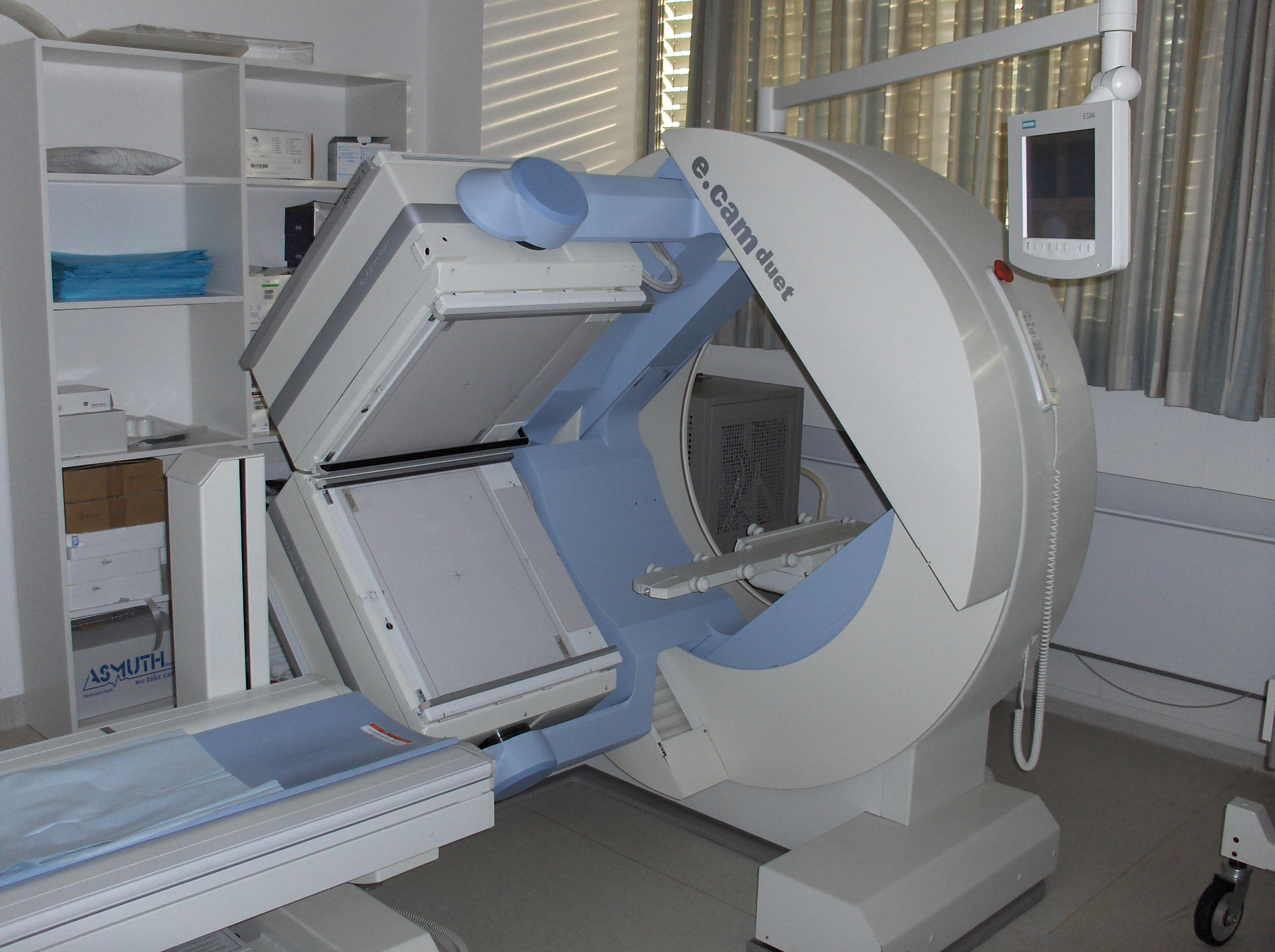
Gamma camera (Siemens e.cam duet)

La Siemens Healthineers AG è la società di tecnologia medica del gruppo tedesco Siemens AG. Il nome 'Healthineers' è la parola macedonia tra 'healthcare', 'engineer' e 'pioneer'. L'azienda si occupa di:
- Diagnostica Point of Care
- Diagnostica da laboratorio
- Esami molecolari
- Diagnostica per immagini
- Ultrasuoni
- Terapia avanzata
- Servizi

## Storia
Nel 1847 la Siemens & Halske (S & H) di Berlino viene fondata, e negli anni 1850-1866 inizia a produrre apparati medicali. Erwin Moritz Reiniger fondò il 24 maggio 1877 a Erlangen un negozio di ferramenta.
Reiniger, Gebbert & Schall (dal 1906 una società per azioni con capitale sociale di 1,2 milioni di Marchi) nacque da una oHG nel 1886 a nome di Vereinigte Physikalisch-Mechanische Werkstätten Reiniger, Gebbert & Schall, Erlangen – New York – Stuttgart (RGS) da Erwin Moritz Reiniger, Max Gebbert e Karl Friedrich Schall. Gebbert e Schall ebbero una società a Stoccarda. Nel 1895 Wilhelm Conrad Röntgen a Würzburg inventò il tubo radiogeno Röntgen. La RGS dal 1896 iniziò la produzione di tubi radianti di Röntgen.
La Siemens-Reiniger-Werke AG (SRW) nacque nel 1932 dalla Reiniger, Gebbert & Schall AG di Erlangen, dalla Phönix Röntgenröhren-Fabriken AG di Rudolstadt e dalla Siemens-Reiniger-Veifa-Gesellschaft für medizinische Technik m.b.H. (SRV; Veifa: „Vereinigte Elektrotechnische Institute Frankfurt-Aschaffenburg“) di Berlino-Siemensstadt.
Il 1º ottobre 1966 avviene la fusione delle società Siemens & Halske (S & H), Siemens-Schuckertwerke (SSW) e Siemens-Reiniger-Werke (SRW) nella odierna Siemens AG. La divisione medica venne chiamata Siemens AG, Wernerwerk für medizinische Technik. Nel 1969 divenne Siemens Unternehmensbereich Medizintechnik (UB Med) e nel 2001 Medical Solutions. Nel febbraio 2014 venne rinominata Health Services attraverso la Cerner Corporation.
Fino al 2001 la divisione si chiamerà Medizinische Technik (UB Med), e a fino 2007 Siemens Medical Solutions (Med). Il 1º gennaio 2008 nascerà Siemens Sector Healthcare come uno dei quattro settori di Siemens AG. Dal 1º ottobre 2014 al 30 aprile 2015 la divisione diventa Siemens Healthcare.
Nel 2015 viene creata la società Siemens Healthcare GmbH. Nel 2016 viene ideato il marchio Siemens Healthineers. La quotazione in Borsa avviene nell'agosto 2017. Viene fondata la Siemens Healthineers AG.
Per la pandemia di COVID-19 del 2019-2021 l'azienda ha sviluppato test molecolari per il SARS-CoV-2 e a maggio 2020 ha consegnato oltre 1,3 milioni di test in Europa.

## Prodotti
Il portfolio prodotti comprende ecografia, mammografia, tomografia computerizzata, risonanza magnetica, angiografia, raggi X, strumenti per medicina sportiva, tomografia a emissione di positroni, tomografia a emissione di fotone singolo, prodotti per diagnostica di laboratorio, radioterapia e terapia adronica con acceleratore di particelle e informatica medica.